# Leinöl

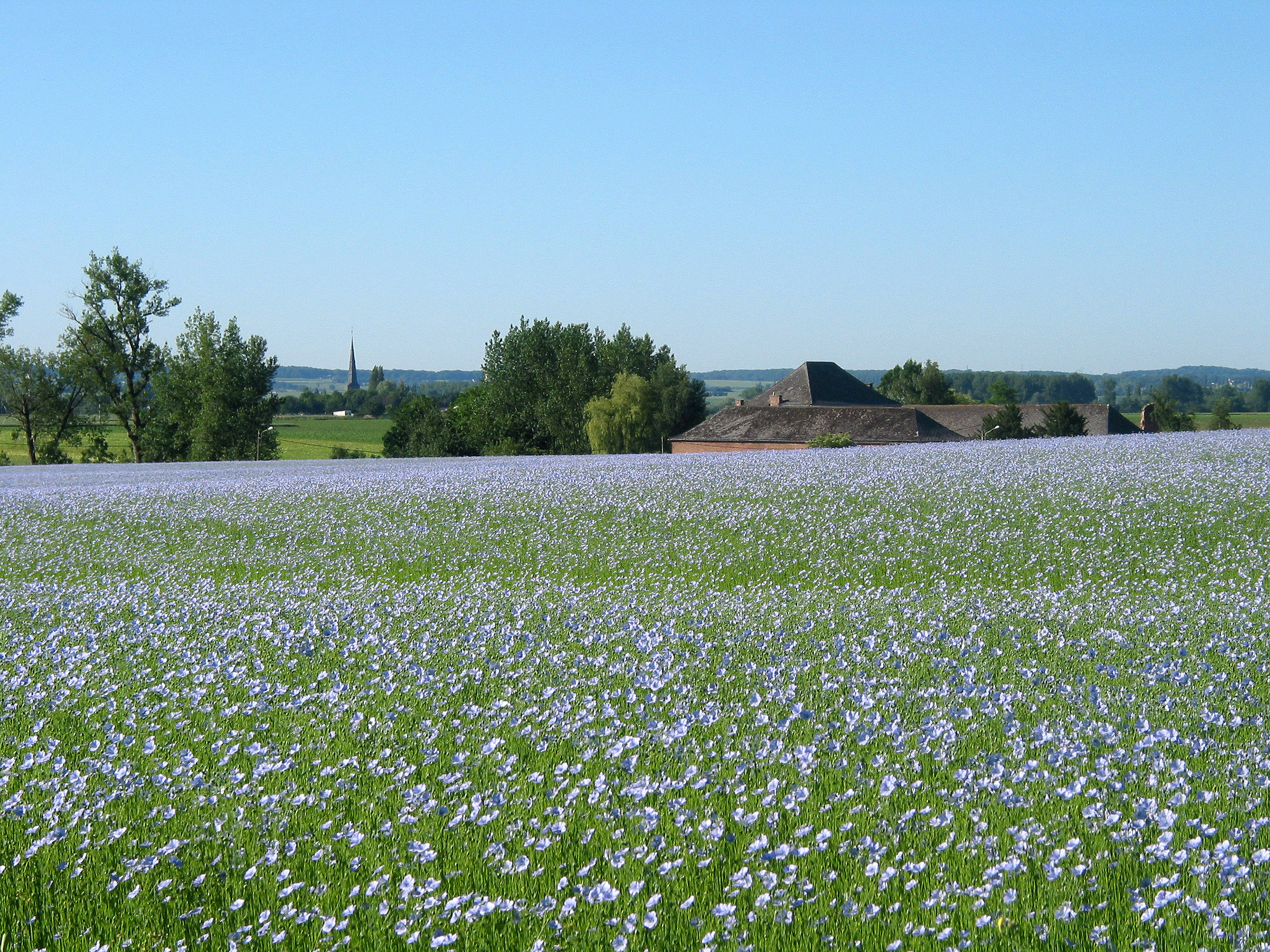
Blühendes Leinfeld

Allgemeine chemische Struktur von Ölen wie Leinöl. Darin sind R^{1}, R^{2} und R^{3} Alkylreste (unter 10 %) oder Alkenylreste (über 90 %) mit einer meist ungeraden Anzahl von Kohlenstoffatomen. Leinöl ist wie andere Öle ein Gemisch von Triestern des Glycerins.

Leinöl (Leinsamenöl) ist ein Pflanzenöl, das aus Leinsamen, den reifen Samen des Gemeinen Leins, gewonnen wird. Rohleinöl (rohes Leinöl) ist Leinöl ohne Zusatz weiterer Öle oder sonstiger Stoffe. Zur Ölgewinnung werden außer dem eigentlichen Öllein auch andere Lein-Arten (Gattung Linum) verwendet.

## Eigenschaften
Kaltgepresstes Leinöl ist goldgelb, warm gepresstes Öl gelblich-braun. Raffiniertes Leinöl hat eine hell- bis goldgelbe Farbe. Das Öl riecht würzig nach Heu, wird als krautig bis dumpf und leicht röstig beschrieben und kann eine fischige Note aufweisen. Frisch schmeckt das Produkt leicht nussig und heuartig, nach Lagerung wird es bitter und ranzig. Als Lebensmittel wird eine Verwendung innerhalb weniger Wochen empfohlen. Für handwerkliche und technische Zwecke kann es unter Licht- und Luftabschluss oft mehrere Jahre gelagert werden.

### Aushärtung
Aufgrund des hohen Gehalts an einfach und mehrfach ungesättigten Fettsäuren härten Leinöle aus und werden seit Jahrhunderten als Bindemittel für Pigmente zur Herstellung von Ölfarben eingesetzt. Die Aushärtung ist ein oxidativer Polymerisationsprozess, der sich in Abhängigkeit von Sauerstoff, Licht, Temperatur, Luftfeuchte und Zuschlagstoffen mit katalytischen Eigenschaften (Sikkative) über Tage bis Jahrzehnte hinziehen kann. Dabei lagert sich Luftsauerstoff an die Doppelbindung der ungesättigten Fettsäuren an und es kommt im Weiteren zu einem komplexen Ablauf chemischer Reaktionen, der die Vernetzung der einzelnen Moleküle zur Folge hat. Das polymere Endprodukt heißt Linoxyn und ist u. a. der Ausgangsstoff des Linoleums. Das Volumen des Bindemittels Leinöl nimmt durch Oxidation (Aufnahme von Sauerstoff) zu und bei der nachfolgenden Polymerisation wieder ab. Diese Reaktionsweise ist bei der sachgerechten Anwendung von Ölfarben von Bedeutung (siehe unter Anstrichmittel).

### Selbstentzündung
Mit Leinöl getränkte Lappen, Pinsel u. ä. können sich selbst entzünden. Auch mit ungesättigten Ölen verunreinigte und nicht ausreichend ausgewaschene Textilien können sich im Wäschetrockner oder bei der anschließenden Aufbewahrung selbst entzünden.
Die Selbstentzündung erfolgt dabei wahrscheinlich durch Autoxidation von Doppelbindungen der α-Linolensäure bei zugleich großer Oberfläche und somit hoher Verfügbarkeit von Luftsauerstoff. Staut sich die bei der Oxidation des Leinöls entstehende Wärme, können sich bei entsprechenden Temperaturen auch Trägerstoffe selbst entzünden. Besonders hoch ist die Gefahr beim Arbeiten mit sogenanntem Halböl, das je zur Hälfte aus Lein- und Terpentinöl besteht, da letzteres einen Flammpunkt von unter 50 °C besitzt, während Leinöl selbst mit einem Flammpunkt von ca. 315 °C (Marcusson) und einem Siedepunkt oberhalb von 350 °C eher schwer entzündlich ist.
Mit Leinöl getränkte Textilien sollten ausgebreitet auf einer unbrennbaren Fläche zum Aushärten ausgelegt oder unter Wasser gelagert werden. Im Freien können sie zum Trocknen aufgehängt werden. Zur Aufbewahrung sollten sie in einem luftdichten Behälter lagern oder sie werden kontrolliert verbrannt. Pinsel können bis zur nächsten Benutzung in rohem Leinöl hängen.

## Inhaltsstoffe
Leinöl enthält in seinen Triglyceriden größtenteils (zu 90 % und mehr) ungesättigte Fettsäuren und hat insbesondere einen hohen Anteil an der Omega-3-Fettsäure α-Linolensäure von 45 % bis 71 % (außerdem etwa 10 % bis 22 % Ölsäure und 12 % bis 18 % Linolsäure). Die α-Linolensäure wird vom Menschen zu einem geringen Anteil (1–10 %) auch in die höherwertigen Omega-3-Fettsäuren Eicosapentaensäure (EPA) und Docosahexaensäure (DHA) umgewandelt.
Leinöl enthält an Vitamin E ca. 1,2 mg/100 g alpha-Tocopherol und 52 mg/100 g gamma-Tocopherol. Außerdem mit 17 bis 30 mg/100 g einen relativ hohen Wert des Tocotrienol-ähnlichen und vor Lipidperoxidation schützenden Plastochromanol-8.

## Herstellung und Lagerung
Im Jahr 2021 wurden weltweit etwa 700.000 Tonnen Leinöl produziert.
Leinöl zur Ernährung und für pharmazeutische Zwecke (lateinisch Lini oleum virginale) wird mit Schneckenpressen kalt gepresst. Heißpressung mit anschließender Extraktion mit Lösemitteln und Raffination wird bei der Gewinnung von Leinöl für technische Zwecke angewandt.
Leinöl ist als ungesättigtes Öl sehr luftempfindlich, es schmeckt bereits nach kurzer Zeit bitter, während frisches Leinöl einen weniger ausgeprägten Geschmack besitzt. Es sollte nach dem Öffnen kühl aufbewahrt werden. Selbst bei Aufbewahrung im Kühlschrank (um 4 °C) entsteht nach einigen Tagen ein bitterer Geschmack.

### Pressung

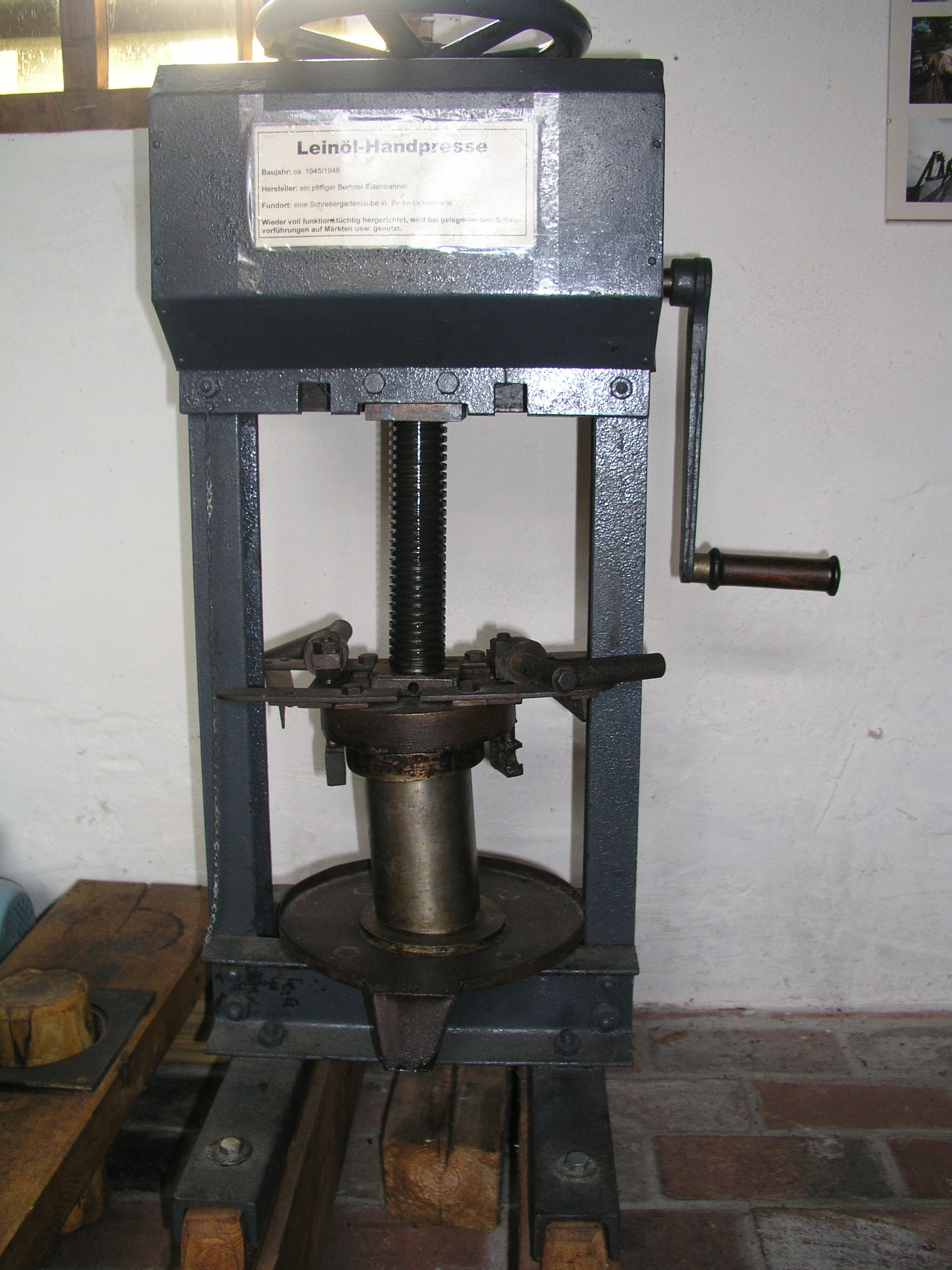
Leinöl-Handpresse, in der historischen Holländerwindmühle Straupitz ausgestellt.

Traditionelles PressverfahrenDie getrockneten Leinsamen werden zu Mehl gewalzt oder geschrotet, mit heißem Wasser vermengt und in einer Knetmaschine so lange bearbeitet, bis eine feste, bröselige Masse entsteht, die anschließend unter Rühren geröstet wird, bis der zugegebene Wasseranteil verdampft ist. Anschließend wird die geröstete Saat in eine hydraulische Presse gegeben und das ausgepresste Öl von den Feststoffen separiert. Aus vier Kilogramm Leinsamen kann ein Liter Öl gewonnen werden. Diese Art Leinöl enthält einen hohen Anteil an Schleim- und Schwebstoffen. Für handwerkliche Anwendungen ist dieses Rohleinöl (nicht verwechseln mit rohem Leinöl) nicht geeignet. Vor dem Einsatz muss das Rohleinöl gereinigt werden.
Kalt gepresstes LeinölEs wird durch Pressung des Leinsamens durch eine Schneckenpresse gewonnen. Hierbei wird die Leinsaat mit Hilfe einer Schneckenwalze bei geringem Druck durch einen Presszylinder gedrückt. Verschiedene Düsen am Ende des Auslaufs wie auch eine Veränderung der Pressgeschwindigkeit haben Einfluss auf den Ölertrag. Bei der Kaltpressung werden in der Regel Öltemperaturen von maximal 40 °C erreicht, jedoch ist laut den Leitsätzen zu Speiseöl jedes Öl ohne externe Erwärmung der Saat als Kaltpressung anzubieten. Vor der Verwendung werden Schwebstoffe entfernt. Dies kann durch Sedimentieren der Schwebstoffe bei ausreichend langer Lagerung und Dekantieren des Reinöls erreicht werden.
Heiß gepresstes Leinöl
Im Anschluss an eine kalte Pressung kann zur Verbesserung der Ölausbeute eine weitere heiße Pressung erfolgen. Hierfür wird der anfallende Presskuchen erhitzt und ggf. die Pflanzenzellen durch einen Extruder aufgebrochen. Die Erhitzung erfolgt über Wärmepfannen, über die der Presskuchen mehrere Etagen geschoben wird zur Erwärmung. Weiter kann die „Toastung“ durch Dampf erfolgen.
Pressung unter SauerstoffausschlussDa Leinöl auch bei kalter Pressung sehr schnell durch den Luftsauerstoff oxidiert und dadurch bitter wird, wurden verschiedene Pressverfahren entwickelt, die die Oxidation während des Pressvorgangs verhindern sollen. Dies erfolgt durch Verwendung einer Schutzatmosphäre aus reinem Stickstoff oder Kohlendioxid, die den Sauerstoff der Luft von Pressgut und Öl fernhält. Beispiele für solche Pressverfahren sind jene unter den Handelsnamen oxyguard und omega safe. Bei beiden Verfahren wird das Öl zusätzlich vor Lichteinfluss geschützt und die Presstemperatur kontinuierlich überwacht.

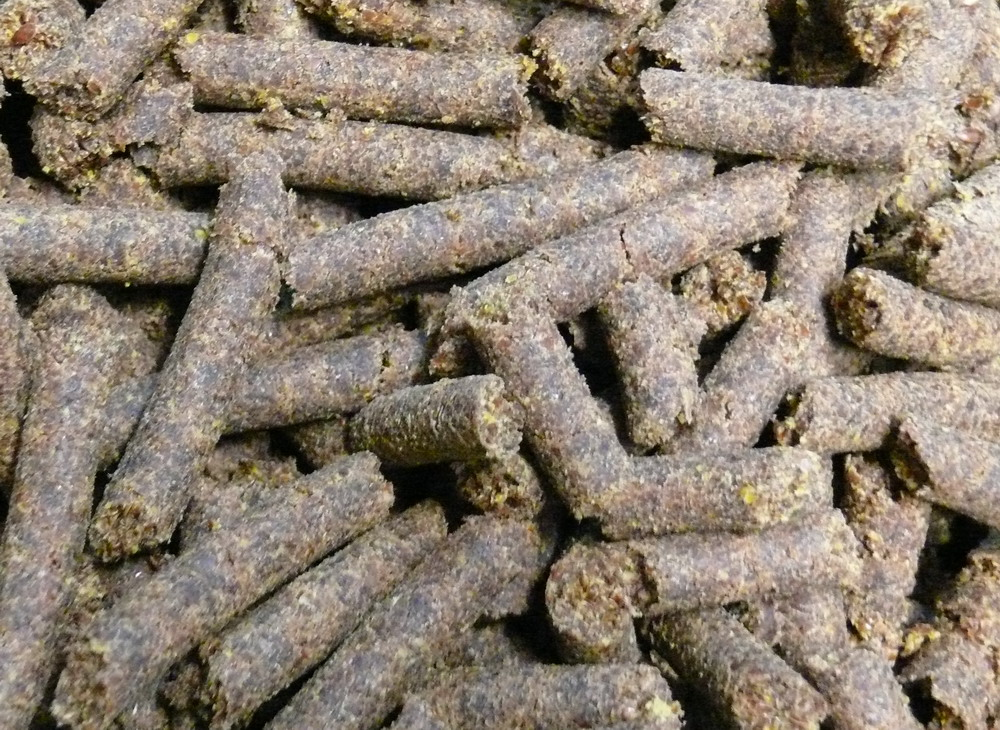
Leinpresskuchen aus einer Schneckenpresse zur ballaststoffreichen Ernährung und als Futtermittel

Bei der Pressung fallen Leinöl und der feste Leinsamen-Presskuchen an. Dieser Pressrückstand wird als hochwertiges Futtermittel eingesetzt. Weitere Verwendungsmöglichkeit ist die Verarbeitung in Lebensmitteln.

### Öle zur technischen Verwendung
Bezeichnungen von Leinöl zur technischen Verwendung werden in DIN EN ISO 150 definiert.
Das Volumen von Leinöl nimmt bei der Oxidation zu Linoxin um bis zu 15 % zu. Beim Abfüllen in Gefäße sollte ein gewisser Leerraum belassen werden.
Als Alternative zur Verwendung von Leinöl als Bindemittel können auch andere Pflanzenöle verwendet werden, die eine möglichst hohe Iodzahl aufweisen.
Holzöl (Tungöl, Iodzahl 150-210) trocknet in der Regel schneller, jedoch auch spröder auf als Leinöl (Iodzahl 170-190). Üblich ist ein Zusatz von ca. 20 % zu Leinölfirnis um die Trocknung zu beschleunigen und die Quellung durch Wasser zu verringern. Schon in geringen Mengen kann es Glanz, Witterungs- und Abriebfestigkeit von Leinölanstrichen verbessern.
Auch Perillaöl, Isanoöl, Stillingiaöl und Lallemantiaöl verfügen über ähnlich hohe Iodzahlen wie Leinöl.
Leichter verfügbar und weniger vergildend, aber etwas langsamer trocknend sind etwa Walnussöl und Mohnöl.
Iodzahlen über 130 können auch Sojaöl, Erdnussöl, Distelöl, Hanföl, dehydriertes Rizinusöl und Traubenkernöl besitzen.
Auch bei Maiskeimöl, Sonnenblumenöl, Rapsöl, Sesamöl und Weizenkeimöl werden in der Regel Iodzahlen über 100 festgestellt.

#### Rohes Leinöl
Im ursprünglichen Zustand nach dem Pressen wird Leinöl zur Abgrenzung vom gekochten Leinöl auch als rohes Leinöl bezeichnet.
Durch eine geringe Molekülgröße dringt es tief in kapillar-poröse Baustoffe wie Holz, Stein und Keramik ein. Es eignet sich gut zur Imprägnierung bzw. Grundierung von saugfähigen Materialien, da es einen Schutz gegen Durchfeuchtung bietet.
Traditionell wurde Leinöl zunächst bis ein Jahr lang gelagert, damit sich Verunreinigungen absetzten.
Unter Lichtabschluss findet die Aushärtung extrem langsam statt. Dies ist in vielen Fällen erwünscht, da sich das in tieferen Schichten noch flüssige Öl auch bei späterer Deformation, Rissbildung oder Beschädigung der Oberfläche neu verteilen kann. Gegenüber nicht härtenden Ölen wie Weißöl und einigen Pflanzenölen haben härtende Öle den Vorteil, dass die oberflächlich bereits ausgehärteten Schicht nicht auswäscht und zusätzlich die Oberfläche von weichen Grundmaterialien festigen kann.
Wenn rohem Leinöl Pigmente beigemischt werden, kann es als Lasur eingesetzt werden. Bei Verwendung im Außenbereich kann anschließend ein Überzug aus gekochtem Leinöl, Leinölfirnis oder Standöl erfolgen, um Pigmente und die Oberfläche des Grundmaterials längerfristig vor Abwitterung zu schützen. Hierdurch wird allerdings die Leuchtkraft der Pigmente gemindert.

#### Farbleinöl
Zur Nutzung als Imprägniermittel und in Ölfarben wird rohes Leinöl gefiltert und entschleimt. Dadurch zieht es schneller in poröse Untergründe wie Holz ein.
Teilweise wird das Öl auch gebleicht.
Öle aus nördlichem Anbau besitzen einen höheren Anteil von Linolensäure und eine hohe Iodzahl von über 190, wodurch sie schneller trocknen.
Möglicherweise trocknet auch kaltgepresstes Öl schneller.

#### Halböl
Halböl besteht jeweils zur Hälfte aus Leinöl und Lösungsmitteln wie Terpentinöl, Orangenöl, Balsamterpentin oder Waschbenzin (Terpentinersatz), um noch besser in poröse Materialien eindringen zu können. Da ungekochtes Leinöl bereits gute Kriecheigenschaften hat, ist die Verwendung von Halböl umstritten.

#### Gekochtes Leinöl
Beim Einkochen von Leinöl wird die Polymerisation in Gang gebracht, um eine schnellere Aushärtung zu erreichen. Die bereits teilweise verketteten Moleküle dringen nicht mehr so tief in die Poren des Malgrunds ein. Dies kann erwünscht sein, um einen deckenden Anstrich vorzunehmen, der die Struktur des Materials weniger stark durchscheinen lässt und einen besseren Schutz vor Witterungseinflüssen bietet. Es lassen sich größere Schichtdicken erreichen, wodurch sich auch ein stärkerer Glanz entwickelt.
Vereinzelt verwenden Naturfarbenhersteller den Begriff auch für rohes Leinöl, dem Trockenstoffe beigesetzt wurden.

#### Leinölfirnis
Der Begriff Firnis wird je nach Zusammenhang und Fachgebiet unterschiedlich verwendet. Leinölfirnis ist in der Regel zur Herstellung einer Beschichtung gedacht und trocknet schneller als reines Leinöl. Heute wird dies durch Zugabe von Sikkativen (Polymerisations-Katalysatoren wie Mangan-, Zirkon- und Kobalt-Salzen) erreicht.
Früher wurde auch geblasenes und gekochtes Leinöl als Leinölfirnis bezeichnet.
Auch Pigmente wie Bleiweiß, Zinkweiß, Eisenglimmer und Magnetit beschleunigen die Trocknung von Pflanzenölen.

#### Standöl, sonneneingedicktes oder geblasenes Leinöl
Als dickflüssigeres Bindemittel etwa zum Schutz von Oberflächen im Außenbereich wird Standöl verwendet, ursprünglich ein sonneneingedicktes Leinöl, das in flachen Wannen über Monate der Sonne ausgesetzt und immer wieder umgerührt wurde, um eine Filmbildung zu verhindern. Durch Oxidation und UV-Licht setzte die Polymerisation ein, die das Leinöl viskoser machte.
Heute wird nach DIN 55931 ein zum Eindicken unter Sauerstoffabschluss auf über 230 °C erhitztes Öl als Standöl bezeichnet, dem keine Trockenstoffe beigesetzt wurden.
Geblasenes Leinöl wird bei Temperaturen von bis zu 1200 °C durch das Hindurchblasen von Luft voroxidiert, wodurch es schneller trocknet.
Diese Behandlungen haben vier Ziele: Erstens wird die Konsistenz dadurch zähflüssiger, zweitens wird das Leinöl dabei gebleicht (also heller), drittens die spätere Aushärtezeit verkürzt und viertens die Volumenzunahme beim Aushärten verringert, was bei dicken Aufträgen die Gefahr der Runzel- und Rissbildung vermindert.
Traditionell wird sonneneingedicktes Leinöl im Geigenbau und in der Malerei eingesetzt, besonders in der flämischen Barock-Malerei.
Je nach Herstellungsprozess, Zusatzstoffen, Auftragsstärke und Belichtung können bis zur vollständigen Trocknung von Standöl wenige Tage, aber auch viele Wochen vergehen. Im Zweifel sind Vorversuche oder die Zugabe von Trocknungsstoffen empfehlenswert.
Standöl ist sehr gut zur Herstellung von wetterfesten Ölfarben geeignet, indem Pigmente zugemischt werden. Es bildet einen elastischeren Film als moderne Anstrichstoffe und neigt kaum zum Abblättern. Wenn es nach langer Zeit beginnt abzuwittern, kann es ohne weiteres erneut mit Leinöl oder einer Ölfarbe überstrichen und aufgefrischt werden.

## Grundierung, Binde- und Beschichtungsmittel

### Anstrichmittel
Der markanteste Unterschied zwischen modernen Kunstharzfarben und der traditionellen Auftragsweise von Ölfarben ist die geringere Schichtdicke der Farbe. Dadurch werden Unregelmäßigkeiten des Untergrunds weniger gut abgedeckt und es sind mehrere Aufträge nötig, um eine vergleichbare Abriebsfestigkeit zu erzielen. Andererseits bilden sich durch die geringe Schichtdicke und die langsamere Aushärtung weniger Spannungen in der Farbschicht, so dass eine spätere Rissbildung oder ein Abblättern von Ölfarben fast unbekannt ist (soweit die Untergründe trocken und tragfähig sind). Auch können spätere Renovierungsanstriche bei Ölfarben in der Regel ohne das Anlaugen, Anschleifen oder Entfernen der alten Farbschichten erfolgen, was eine große Zeitersparnis bedeutet. Durch die Beimischung von Natur- oder Kunstharzen können Ölfarben einige der Eigenschaften von modernen Anstrichstoffen verliehen werden.
Leinöl ist das wichtigste Bindemittel für Ölfarben. Es trocknet schneller als andere aushärtende Pflanzenöle wie Mohnöl, Distelöl oder Walnussöl, neigt aber eher zum Vergilben. Die Eigenschaften sowohl als Binde- wie auch als Konservierungsmittel machen es zur Grundlage der seit Jahrhunderten bewährten Leinölfarben. Die ersten bekannten Erwähnungen des Gebrauchs von ölgebundenen Farben für die Kunstmalerei finden sich in Herstellungsrezepten aus dem 8. Jahrhundert. Mittlerweile bestehen die Farben vorzugsweise aus gekochtem Leinöl und Pigmenten, sie enthalten je nach Anwendungstechnik auch Verdickungsmittel wie Aluminiumstearate oder Abbinde-Beschleuniger.
Die von alten Bauernhöfen bekannten patinaartig leuchtenden Farbanstriche entstehen durch die Verwitterung der oberen Leinöl-Schicht, wodurch die Pigmente selber an die Oberfläche treten. Durch weitere Abwitterung werden ständig neue Pigmente freigelegt. Durch diesen Vorgang ergibt sich eine lebendig schimmernde Oberfläche. Die stetige Erneuerung der Oberfläche vermindert die Verschmutzung durch das Wachstum von Mikroorganismen und Pilzen. Wenn die Pigmente bis zum Untergrund abgewittert sind, kann ein erneuter Anstrich erfolgen, ohne dass die alte Farbschicht zuvor entfernt oder angeschliffen werden muss.
Das Volumen von Ölfarbe nimmt durch Oxidation (Aufnahme von Sauerstoff) zu – im Gegensatz zur Acrylfarbe, deren Volumen beim Aushärten abnimmt. Deshalb können bindemittelreiche („fette“) Ölfarbschichten darüber liegende bindemittelarme („magere“) Farbschichten sprengen, was zur ölfarben-typischen Rissbildung führt: Sie ist daran zu erkennen, dass nur jeweils die obere Farbschicht gerissen und die darunterliegende unversehrt zu sehen ist. Diese Art von Rissen wird als Schwundriss bezeichnet, zur Unterscheidung von den Altersrissen, die bis zum Malgrund (Holzplatten oder Leinwand) hinabreichen. Oft verursacht zu hoher Bindemittelanteil „Speckigwerden“: Dabei wirft die Malschicht durch ihre Ausdehnung Falten, sie bildet also Runzeln, die meist in den dunkleren Partien von Bildern zu beobachten sind, weil die gebräuchlichen dunklen Farbpigmente (braune Erden, Ruß oder Kohle) eine relativ geringe Teilchengröße (um 1 µm) aufweisen und dadurch mehr Bindemittel bedürfen als gröbere Pigmentteilchen.
Der Bindemittelbedarf eines Pigments wird durch die Ölzahl ausgedrückt, einer international genormten Kennziffer (ISO 787 Teil 5), die beschreibt, wie viel Gramm Lackleinöl benötigt werden, um 100 Gramm eines Pigments zu einer zusammenhaltenden, kittartigen Substanz anzuteigen.

### Holzschutz
Leinöl ist ein natürlicher Holzschutz und wird seit Jahrhunderten für die Imprägnierung von Holz (Fachwerk, Fenster, Türen, Holzfassaden) und Terracotta verwendet, selten für Putz oder auch Mauerwerk. Es ist wasserabweisend, jedoch dampfdiffusionsoffen und dringt im Gegensatz zu anderen Bindemitteln tief ins Holz ein, wo es zu einer stabilen Verbindung polymerisiert. Die Eindringtiefe und damit die konservierende Wirkung steigt mit der Fließfähigkeit des Öls und wird daher durch Erwärmung oder die Verwendung dünnflüssiger Öle verbessert.
Zum langfristigen Schutz von Holzoberflächen vor Verwitterung durch die UV-Strahlung der Sonne müssen dem Öl Pigmente beigesetzt werden. Helle Pigmente reduzieren die Aufheizung des Holzes bei Sonneneinstrahlung, was die Lebensdauer der Bauteile erhöht. Hoch pigmentierte Leinölfarben können einfach mit reinem Leinöl verdünnt werden.
Die Kombination der Imprägnierung mit rohem Leinöl und einer Farbschicht aus pigmentiertem, gekochten Leinöl garantiert eine lange Lebensdauer von stark der Witterung ausgesetzten Holzbauteilen wie Türen, Toren und Fenstern. Insbesondere auf weichem Nadelholz können moderne Anstrichsysteme bei Bewitterung schnell versagen. Wenn Wasser durch feine Risse der Beschichtung ins darunterliegende Holz eindringt, kann es durch den dampfdichten Beschichtungsstoff nur sehr langsam wieder austrocknen. Das Holz beginnt, zunächst unbemerkt, unter der Oberfläche zu faulen. Demgegenüber neigen die flexiblen Ölanstriche weniger zur Rissbildung und die tief eindringende Ölimprägnierung verhindert den Eintritt von Wasser. Nachteilig ist, dass alle paar Jahre eine Überprüfung und ein Überstreichen der besonders exponierten Flächen (wie etwa der fast horizontal ausgerichteten Wetterschenkel) notwendig ist.
Runzel- und Rissbildung werden bei Bau und Handwerk durch mehrmaliges dünnes Aufbringen von Anstrichen und etwa zweitägiges Durchhärten jedes einzelnen Anstrichs vermieden. Jeweils einige Stunden nach dem Anstrich wird noch nicht eingezogenes Öl mit einem Lappen oder Pinsel abgenommen und verteilt. Besonders tief dringt reines, kalt gepresstes, rohes (nicht gekochtes) Leinöl ein, das sich damit am besten zum Grundieren eignet, allerdings nur über sehr lange Zeiträume aushärtet und dementsprechend nicht überall einsetzbar ist, zumal die behandelten Oberflächen in der langen Aushärtungsphase bis zuletzt empfindlich für Staub und Berührung bleiben.
Als Hartöl werden Mischungen von härtenden Ölen mit verschiedenen Naturharzen bezeichnet.
Insbesondere Mischungen mit dem abriebfesten Carnaubawachs werden zur Behandlung von Weichholz-Fußböden und Treppen verwendet.

### Korrosionsschutz
Aufgrund der hohen Iodzahl kann Leinöl zur Bildung einer Korrosionsschutzschicht auf Pfannen aus Guss- oder Schmiedeeisen durch das sogenannte Einbrennen verwendet werden.
Im Mittelalter wurde Leinöl als Korrosionsschutzmittel für Rüstungen und Waffen verwendet. Früher wurde es auch im Fahrzeugbau verwendet. Auch bei der Fahrzeugrestaurierung und in der Denkmalpflege werden Leinölfarben zur Konservierung benutzt. Das Öl bildet eine wasserunlösliche Verbindung mit Fe3+-Ionen im Rost und härtet zu einem elastischen Überzug aus.
Durch den Zusatz von Blei(II,IV)-oxid (Pb3O4) zu Leinöl entsteht Mennige (Bleimennige), ein klassisches und wirksames, jedoch giftiges Korrosions- und Holzschutzmittel. Eingesetzt wurde es schon um 700 v. Chr. von den Phöniziern zur Konservierung der Schiffe von innen und außen. Blei wirkte bewuchshemmend in der Außenschicht und als Fungizid im Innenbereich. Die Verwendung von Bleioxid ist nur noch mit Sachkundenachweis zulässig, beispielsweise von Restauratoren im Denkmalschutz. Bei modernen Holz- und Rostschutzmitteln auf Leinölbasis wird das giftige Bleioxid durch das ungiftige Eisen(III)-oxid (Eisenmennige), das als Eisenglimmer beim Schiffs- und Brückenbau sowie bei der Eisenbahn als langlebige Schuppenpanzerfarbe eingesetzt wird.
In der Seefahrt wird Leinöl zum Labsalben, d. h. zur Pflege und Konservierung von Tauwerk und Stahlseilen und teilweise auch von Holz verwendet.

### Dekorative Beschichtungen
Durch das Einbrennen von Leinöl bei mindestens 400 °C können Metallprodukte brüniert werden. Bei Guss- oder Schmiedeeisen wird zusätzlich ein Korrosionsschutz erzielt. In Oberflächen aus Kupfer, Bronze oder Messing kann der sogenannte Firnisbrand anschließend künstlerisch-dekorativ bearbeitet werden. Auch Aluminium kann auf diese Weise patiniert werden.

### Bindemittel für pastöse Massen und Kunststoffe
Leinöl dickt durch Oxidation zu Linoxin ein.
Es dient traditionell als Bindemittel für Holz- und Fensterkitt sowie bei der Herstellung von Linoleum.

## Weitere Verwendungen

### Nahrungsmittel

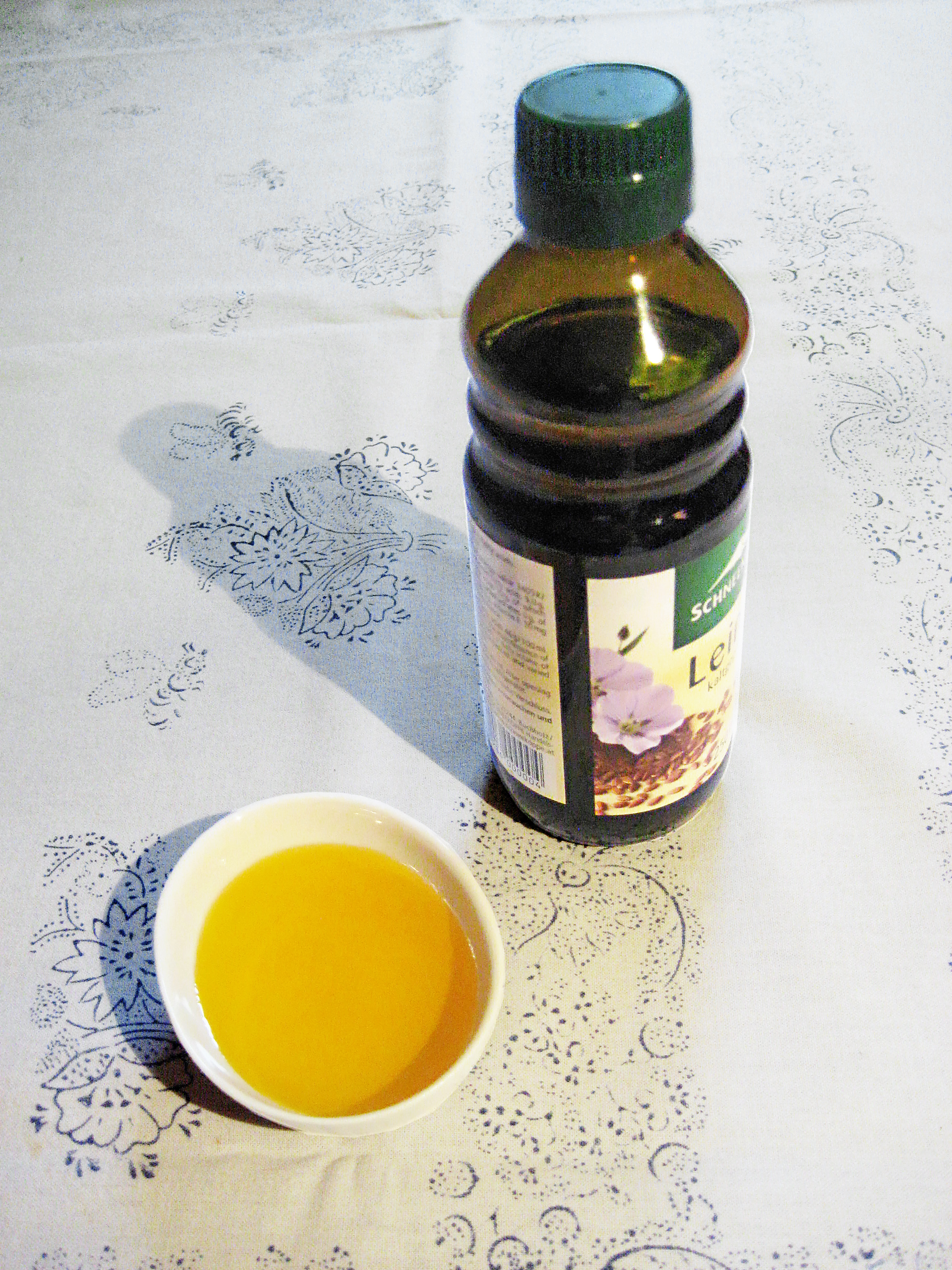
Leinöl (hier in einem Portionsschälchen, daneben eine handelsübliche Verkaufsverpackung in Form einer Glasflasche mit 250 ml Inhalt)

Unter den natürlichen Quellen der essentiellen α-Linolensäure gehört Leinöl zu den wenigen, in denen der Anteil der Omega-3-Fettsäuren den der Omega-6-Fettsäuren übersteigt. Andere sind Leindotteröl und die Exoten Chia- und Perillaöl. Lein gehört (zusammen mit Gerste, Weizen, Linsen und Erbsen) zu den fünf frühesten Agrarpflanzen des eurasischen Kulturkreises in der Jungsteinzeit. Sie ist neben dem späteren Öl aus Hanf und Mohn die einzige historische Ölpflanze Europas. Da die Fette in Getreiden überwiegend aus Omega-6-Fettsäuren bestehen, stellt das Öl aus Leinsamen mit seinem hohen Gehalt an Omega-3-Fettsäuren eine wichtige ernährungsbezogene Errungenschaft der Jungsteinzeit dar. Omega-6- und Omega-3-Fettsäuren sollten in einem guten Verhältnis zueinander aufgenommen werden (die DGE empfiehlt 1:5). Erhitztes Leinöl weist einige trans-Fettsäuren auf, deren physiologische Eigenschaften Gegenstand spezieller Forschungen sind.
Insbesondere in der Lausitz, Sachsen und in Schlesien wird Leinöl in milchhaltigen Speisen wie Quark (→ Quark mit Leinöl) mit Kartoffeln oder Pellkartoffeln, Gurkensalat oder saurem Hering in Sahnesauce verwendet. Durch die Ölschicht auf den Milchspeisen werden diese nicht so schnell sauer, ein Umstand, der früher im Sommer intensiv genutzt wurde.
In der oberösterreichischen Küche wird Leinöl zur Zubereitung verschiedener Speisen verwendet. In Österreich ist Leinöl in das Register der Traditionellen Lebensmittel eingetragen.

### Kosmetik
Leinöl ist reich an Omega-3- und Omega-6-Fettsäuren. Dass diese von der Haut aufgenommen werden, ist nicht nachgewiesen. Dennoch gibt es kosmetische Produkte, die natürliches Leinöl enthalten und für sich eine Revitalisierung der Haut reklamieren. Hochwertiges Leinöl wird für die Herstellung von Naturseifen verwendet. Unter Verwendung von Nelkenöl und Zitronengrasöl soll Leinölseife anregend und erfrischend wirken.

### Biokraftstoff
Leinöl hat durch seinen niedrigen Stockpunkt bessere Kaltstarteigenschaften als Rapsöl. Allerdings führt der hohe Gehalt an Doppelbindungen zu einem sehr schnellen Antrocknen an Luft (durch den Luftsauerstoff), was die Verwendung im Treibstoffsystem erheblich erschwert. Für die Erzeugung von Biokraftstoffen hat Leinöl andererseits keine praktische Bedeutung.

### Pflanzenschutz
Leinöl kann in unterschiedlichen Formen auch zum Schutz von Pflanzen gegenüber Schädlingen wie Blattläusen oder Pilzen eingesetzt werden. Dabei wird durch das schnelle Antrocknen an der Luft ein Film auf Oberflächen gebildet, unter dem Schädlinge ersticken oder Pilze vor dem Eindringen in die Pflanze gehindert werden.

## Lausitzer Leinöl

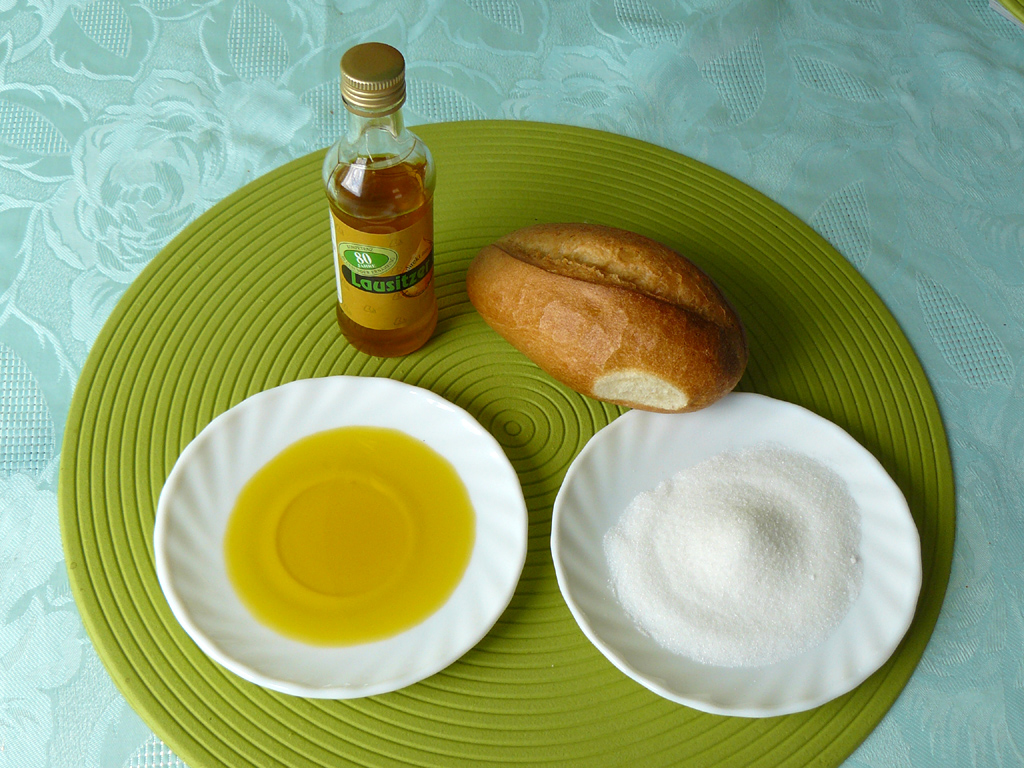
Lausitzer Spezialität: Brötchen in Leinöl und Zucker tunken

Lausitzer Leinöl ist eine geschützte Bezeichnung der geografischen Herkunft. Die Lausitzer Ölmühle in Hoyerswerda wurde 1924 gegründet. Das Schlagen von Leinöl war in der Lausitz seit langer Zeit ein Traditionsgewerbe.